# Minolta AF 300mm f/2.8
Minolta AF 300mm f/2.8 — профессиональный телеобъектив для системы Minolta AF, также совместим с Sony α.

## Варианты
- Minolta AF 300 F2.8 APO — первый вариант выпущенный Минолтой в 1985 году.
- Minolta AF 300 F2.8 APO G HS — второй вариант, выпущен в 1988 году. В этой версии был переработан механизм автофокуса для ускорения работы (HS — High Speed). Оптически объектив идентичен первой версии[1].
- Minolta AF 300 F2.8 APO G D SSM — выпущена в 2003 году. Эта версия сильно отличается от предыдущих, воплотив в себе многие новинки оптикостроекния. Объектив построен по новой оптической схеме, что позволило поднять резкость по всему полю кадра[2]. Также диафрагма стала циркулярной, что положительно сказалось на мягкости размытии фона. Привод фокусировки также изменился был применён ультразвуковой фокусировочный мотор (вместо «отвёртки» как в прежних версиях), а также была добавлена поддержка передачи информации о расстоянии фокусировки (функция D).
- Sony AF 300 F2.8 G SSM (SAL300F28G) — после перехода фотоподразделения Минолты под контроль Сони, объектив был перевыпущен в 2006 году под новой маркировкой.